# Parafia Matki Bożej Anielskiej w Cecylówce
Parafia Matki Bożej Anielskiej w Cecylówce – parafia rzymskokatolicka w dekanacie kozienickim, diecezji radomskiej.

## Historia
Parafię w Cecylówce erygował 31 marca 1957 bp Jan Kanty Lorek z wydzielonych miejscowości parafii Brzóza i Jedlnia. Kościół pw. MB Anielskiej rozpoczęto budować staraniem ks. Józefa Gałana w 1957. Rozbudowany i przebudowany został w latach 1971–1974 według projektu arch. Wł.. Pieńkowskiego. 4 lipca 1976 świątynię konsekrował bp Piotr Gołębiowski. Kościół jest murowany z kamienia, jednonawowy.

## Proboszczowie
- 1947–1962 – ks. Józef Gałan
- 1962–1965 – ks. Julian Wlazło
- 1965–1986 – ks. Stanisław Wójtowicz
- 1986–1994 – ks. kan. Wojciech Mężyk
- 1994–2020 – ks. Jerzy Dziułka[2]
- 2020-2024 – ks. Dariusz Szlachcic
- 2024- nadal - ks.Witold Gładyś (administrator)

## Zasięg parafii
- Do parafii należą wierni z miejscowości: Cecylówka, Lewaszówka, Marianów, Przejazd.